# Emelie Irewald
Emelie Sandra Josefin Irewald, född 15 juni 1984 i Stockholm, Stockholms län, är en svensk sångerska. År 2011 deltog hon i musikprogrammet True Talent.
Irewald medverkade i Melodifestivalen 2015 med låten Där och då med dig som hon hade skrivit själv. Hon medverkade i den andra deltävlingen i Malmö den 14 februari 2015. Hon kom på sjätte plats.